# Amanti eroi
Amanti eroi è l'album d'esordio di Daniele Stefani, pubblicato dalla Sony nel 2002 con riedizione l'anno dopo, in concomitanza con la partecipazione dell'artista al Festival di Sanremo con la canzone Chiaraluna, che si classifica al sesto posto.
Il primo singolo estratto è Un giorno d'amore, presente anche nel film Gomorra.

## Tracce
CD, download digitale
1. Chiaraluna – 4:05
2. Un senso per amare – 3:51
3. Muoviti – 3:49
4. Uno straccio di emozione – 3:44
5. Un giorno d'amore – 3:44
6. Complice virtuale – 3:44
7. Un minuto.... una notte – 3:57
8. Clara – 4:17
9. Senza parole – 3:54
10. Amanti eroi – 3:30
11. Non so – 3:55
12. Un week-end da favola
13. Regista scomodo – 5:47
14. Una lacrima – 3:32

Durata totale: 51:49